# ماركو أ. هيرنانديز
ماركو أ. هيرنانديز (بالإنجليزية: Marco A. Hernandez)‏ هو قاضي ومحامي أمريكي، ولد في 1957 في نوغاليس في الولايات المتحدة.